# Bell (månekrater)
 For alternative betydninger, se Bell. (Se også artikler, som begynder med Bell)
Bell er et nedslagskrater på Månen. Det befinder sig på Månens bagside, lige bag den vestlige rand, og er opkaldt efter den amerikanske videnskabsmand og opfinder Alexander Graham Bell (1847-1922).
Navnet blev officielt tildelt af den Internationale Astronomiske Union (IAU) i 1970. 

## Omgivelser
Bell ligger i et område, hvor terrænet er opfyldt af mange små kratere, hvoraf nogle er henført til Bell som satellitkratere, som anført nedenfor. Bell ligger inden for to kraterdiametre fra Lauekrateret mod nord, og mod vest ligger det mindre Helbergkrater. 

## Karakteristika
Bellkraterets ydre rand er blevet nedslidt, eroderet og i nogen grad omformet af senere nedslag. Satellitkrateret "Bell Q" ligger over den sydvestlige rand, og mindre kratere ligger over randen mod nord og øst. Den indre kraterbund er forholdsvis jævn og indeholder krateret "Bell E", som ligger lidt forskudt mod øst i forhold til kraterets midte.

## Satellitkratere
De kratere, som kaldes satellitter, er små kratere beliggende i eller nær hovedkrateret. Deres dannelse er sædvanligvis sket uafhængigt af dette, men de får samme navn som hovedkrateret med tilføjelse af et stort bogstav. På kort over Månen er det en konvention at identificere dem ved at placere dette bogstav på den side af satellitkraterets midte, som ligger nærmest hovedkrateret. Bellkrateret har følgende satellitkratere:
| Bell | Længde  | Bredde  | Diameter |
| ---- | ------- | ------- | -------- |
| E    | 22,0° N | 95,8° V | 15 km    |
| J    | 19,9° N | 94,0° V | 18 km    |
| K    | 18,3° N | 95,1° V | 18 km    |
| L    | 19,7° N | 95,8° V | 23 km    |
| N    | 19,5° N | 96,9° V | 18 km    |
| Q    | 20,7° N | 97,2° V | 23 km    |
| T    | 21,9° N | 98,9° V | 52 km    |
| Y    | 25,4° N | 96,7° V | 23 km    |

## Måneatlas
- Billeder af Bellkrateret i LPI-måneatlasset